# Tornado

Tornado in der kanadischen Provinz Manitoba, 2007.

Ein Tornado (von spanisch tornar, zu dt. „umkehren, wenden, (sich) drehen“, aus dem lateinischen tornare, mit gleicher Wortbedeutung), auch Großtrombe, Wind- oder Wasserhose, ist ein kleinräumiger Luftwirbel in der Erdatmosphäre mit annähernd senkrechter Drehachse. Er hängt zusammen mit konvektiver Bewölkung (Cumulus und Cumulonimbus) und unterscheidet sich damit von Kleintromben (Staubteufeln). Der Wirbel erstreckt sich durchgehend vom Boden bis zur Wolkenuntergrenze, muss dabei aber nicht durchweg kondensiert sein. Diese Definition geht auf Alfred Wegener (1917) zurück und ist heute noch allgemein anerkannt.
Wind- und Wasserhose (engl.: Waterspout) bezeichnen im deutschen Sprachraum einen Tornado über Land beziehungsweise über größeren Wasserflächen (Meer, große Binnenseen).

## Begriffe
Die Bezeichnung Tornado wird im Englischen mindestens seit dem 18. Jahrhundert verwendet.
Windhose – in der älteren Literatur noch wohldefiniert (Wegener) – wurde in der jüngeren Vergangenheit vermehrt undifferenziert für verschiedene Phänomene im Zusammenhang mit plötzlich auftretenden starken Winden verwendet (zum Beispiel Downburst) oder fälschlich auf Kleintromben bezogen. Zudem wurde der Eindruck eines Unterschieds zwischen großen Tornados in Nordamerika und kleinen Windhosen in Europa erweckt. Ein Unterschied zwischen Windhosen und Tornados besteht jedoch weder bezüglich ihrer physikalischen Natur noch bezüglich ihrer Stärke.

## Entstehung

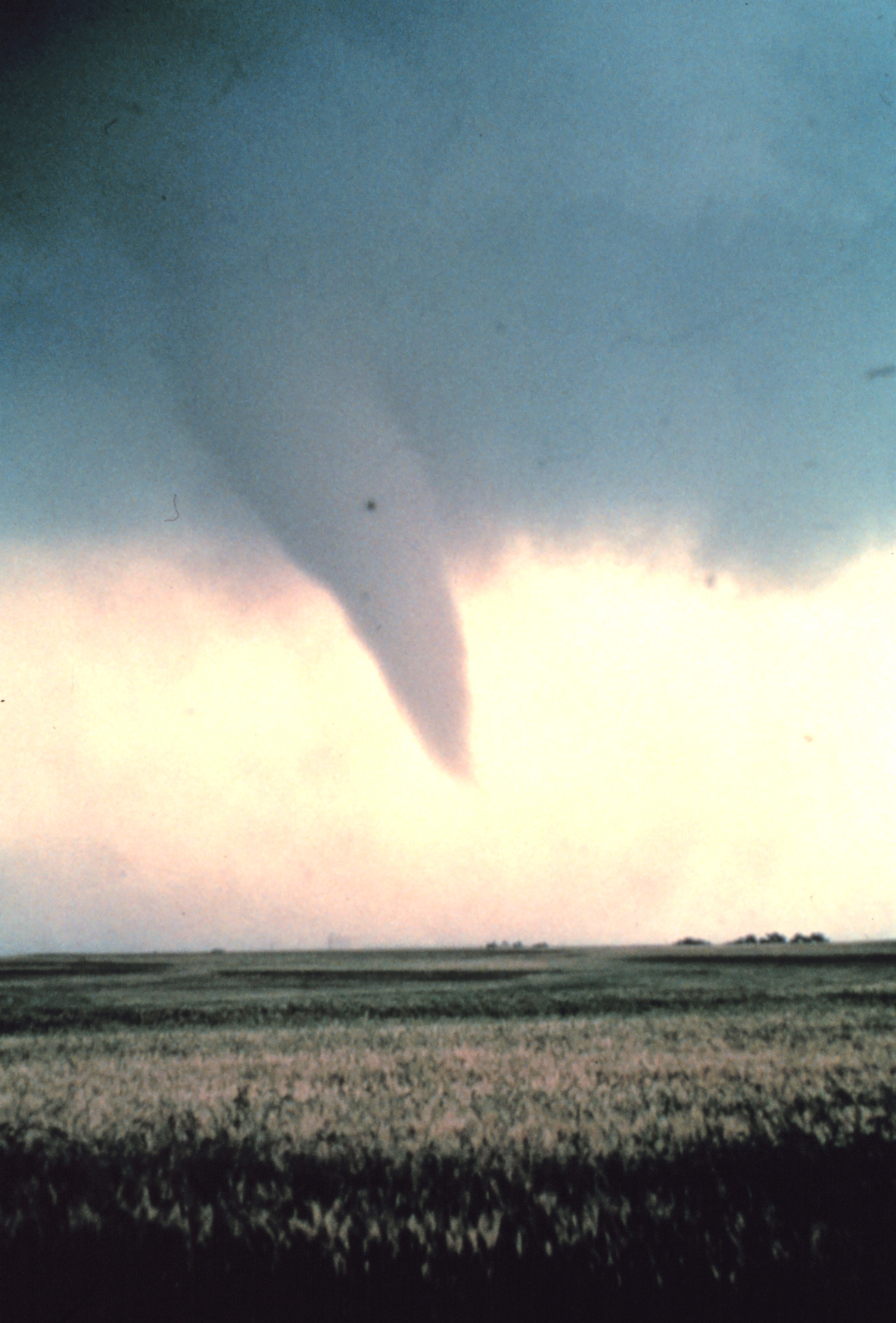
Ein junger Tornado. Der sichtbare Teil des Rüssels hat zwar noch nicht den Boden erreicht, die (schlecht erkennbare) Staubwolke am Boden zeigt aber an, dass der Luftwirbel schon bis nach unten reicht.

Die Entstehung von Tornados ist sehr komplex und bis heute ein aktueller Forschungsgegenstand. Trotz offener Fragen in Bezug auf Details sind die Voraussetzungen und die prinzipiellen Mechanismen der Tornadogenese recht gut bekannt. Unter den entsprechenden Bedingungen können sich Tornados an jedem Ort während des ganzen Jahres bilden. Trotzdem gibt es sowohl räumliche als auch jahres- und tageszeitliche Schwerpunkte, die unter Klimatologie weiter unten näher beschrieben sind.

### Grundlagen
Für die Entstehung eines Tornados müssen zunächst die Voraussetzungen für hochreichende Feuchtekonvektion gegeben sein. Diese sind bedingte Labilität, also eine hinreichend starke vertikale Temperaturabnahme, genügendes Feuchteangebot mit im Wasserdampf enthaltener Kondensationsenthalpie (früher auch latente Wärme genannt) in den unteren 1–2 km der Atmosphäre sowie Hebung der Luftmasse, um die Feuchtekonvektion auszulösen. Hebungsmechanismen können thermischer (Sonneneinstrahlung) oder dynamischer (Fronten) Natur sein. Wesentlicher Energielieferant solcher Stürme und Gewitter allgemein ist die im Wasserdampf der feuchten Luftmasse gespeicherte latente Wärme, die bei der Kondensation freigesetzt wird. Erst diese zusätzliche Wärmemenge ermöglicht ein hochreichend freies Aufsteigen der Luft (Feuchtekonvektion), da die Atmosphäre gegenüber trockener Konvektion, abgesehen von bodennaher Überhitzung, stabil ist. Im letzteren Fall kann es lediglich zur Bildung von Kleintromben kommen. An der Böenfront eines Schauers oder Gewitters können Kleintromben, die sogenannten Böenfrontwirbel oder Gustnados, entstehen. Diese können sich zu Tornados entwickeln, sofern sie Kontakt zu dem feuchtkonvektiven Aufwind bekommen und so verstärkt werden.

### Tornadotypen
Hinsichtlich der Entstehungsweise lassen sich zwei Klassen von Tornados unterscheiden:

#### Mesozyklonale Tornados

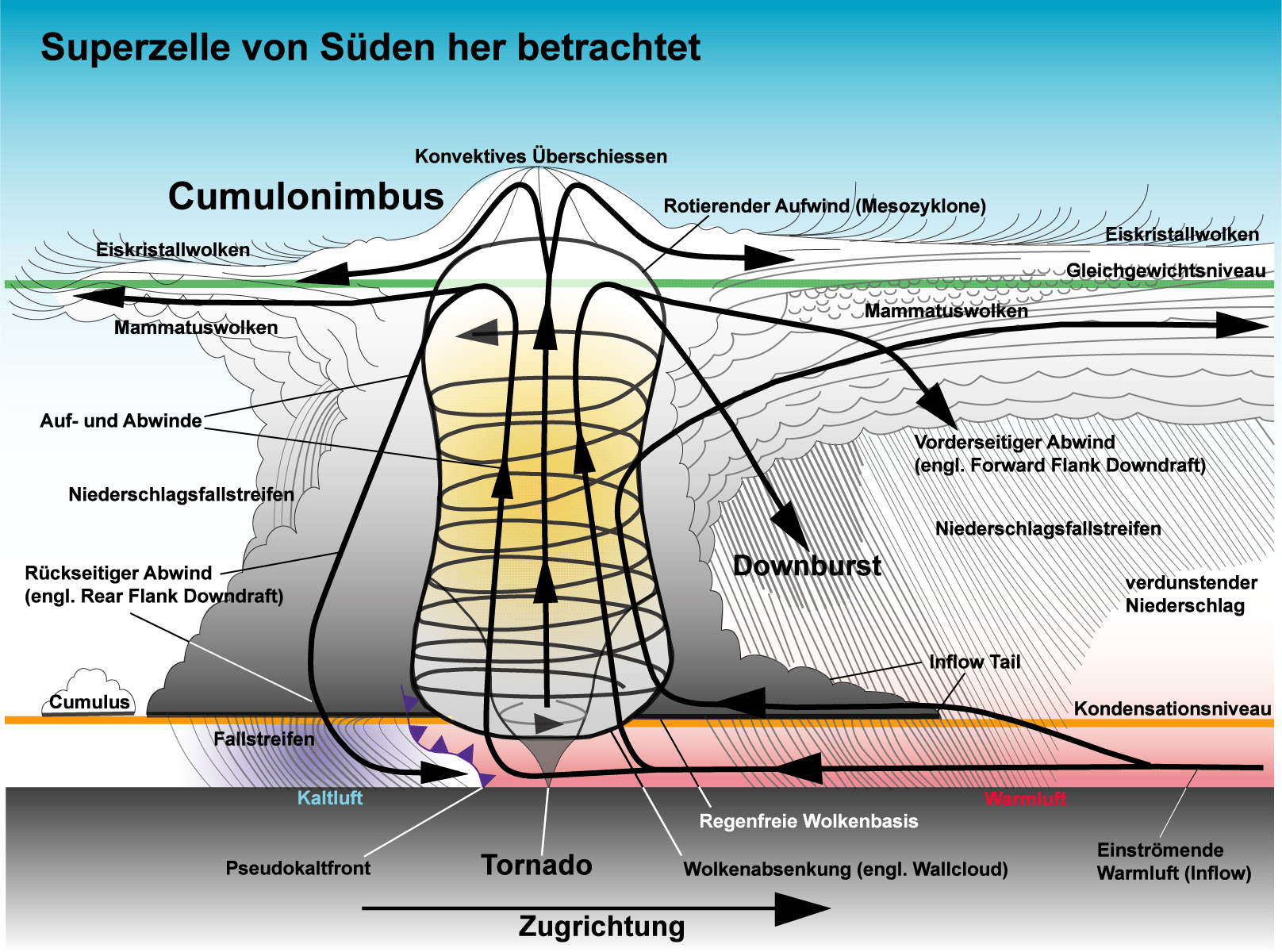
Schematische Darstellung einer Superzelle auf der Nordhalbkugel mit Tornado

Bei mesozyklonalen Tornados tritt zu den oben beschriebenen grundlegenden Zutaten für Schauer- oder Gewitterwolken eine starke vertikale Windscherung, das heißt eine Zunahme der Windgeschwindigkeit und Änderung der Windrichtung mit der Höhe hinzu. Dieses Windprofil ermöglicht die Bildung von Gewitterzellen mit einem rotierenden Aufwind (Mesozyklone), so genannte Superzellen, die sich durch Langlebigkeit bis zu mehreren Stunden und heftige Begleiterscheinungen, wie großen Hagel, Sturzregen und Gewitterfallböen bis über 200 km/h auszeichnen. Bei 10–20 % aller Superzellen kommt es zur Bildung von Tornados. Vielfach ist vor der Tornadoentstehung eine Absenkung der rotierenden Wolkenbasis, eine sogenannte Wallcloud (deutsch: Mauerwolke) zu beobachten. Durch die Aufwärtsbewegung im Zentrum strömt im unteren Bereich Luft zur Drehachse hin, was aufgrund des Pirouetteneffekts zu einem enormen Zuwachs der Windgeschwindigkeit zur Achse hin führt. Eine wesentliche Rolle scheint hier die Bodenreibung zu spielen; die Details der Intensivierung der Rotation bis hin zum Bodenkontakt sind aber noch nicht gänzlich verstanden. Die Drehrichtung von mesozyklonalen Tornados ist überwiegend zyklonal, das heißt entgegen dem Uhrzeigersinn auf der Nordhalbkugel und mit dem Uhrzeigersinn auf der Südhalbkugel. Dies ist aber kein unmittelbarer Effekt der Corioliskraft, denn dafür sind Tornados zu kleinräumig. Diese bestimmt vielmehr zusammen mit der Bodenreibung, die stark orographisch beeinflusst ist, das großräumige Windprofil von Tiefdruckgebieten, in deren Bereich Tornados entstehen können. In den meisten Fällen dreht auf der Nordhalbkugel der Wind mit der Höhe nach rechts, wobei die Luft aus südlicher Richtung in die Mesozyklone einströmt, was zu zyklonaler Rotation entgegen dem Uhrzeigersinn führt. Auf der Südhalbkugel ergibt sich entsprechend ebenfalls zyklonale Rotation, dort aber im Uhrzeigersinn. Gelegentlich bildet sich neben dem zyklonal rotierenden Tornado ein weiterer, antizyklonal rotierender Tornado aus. In solchen Fällen entsteht ein weiterer Aufwindbereich, in dem sich konvektive Wolken bilden. Dieser Aufwindbereich wird vom hinteren rechten Hauptaufwind mitgerissen, wodurch eine sogenannte Antimesozyklone entsteht, aus der sich der antizyklonal rotierende Tornado bilden kann. Eine solche Antimesozyklone ist in der Regel deutlich schwächer als die Hauptmesozyklone und zieht mit dieser mit.

#### Nicht-mesozyklonale Tornados

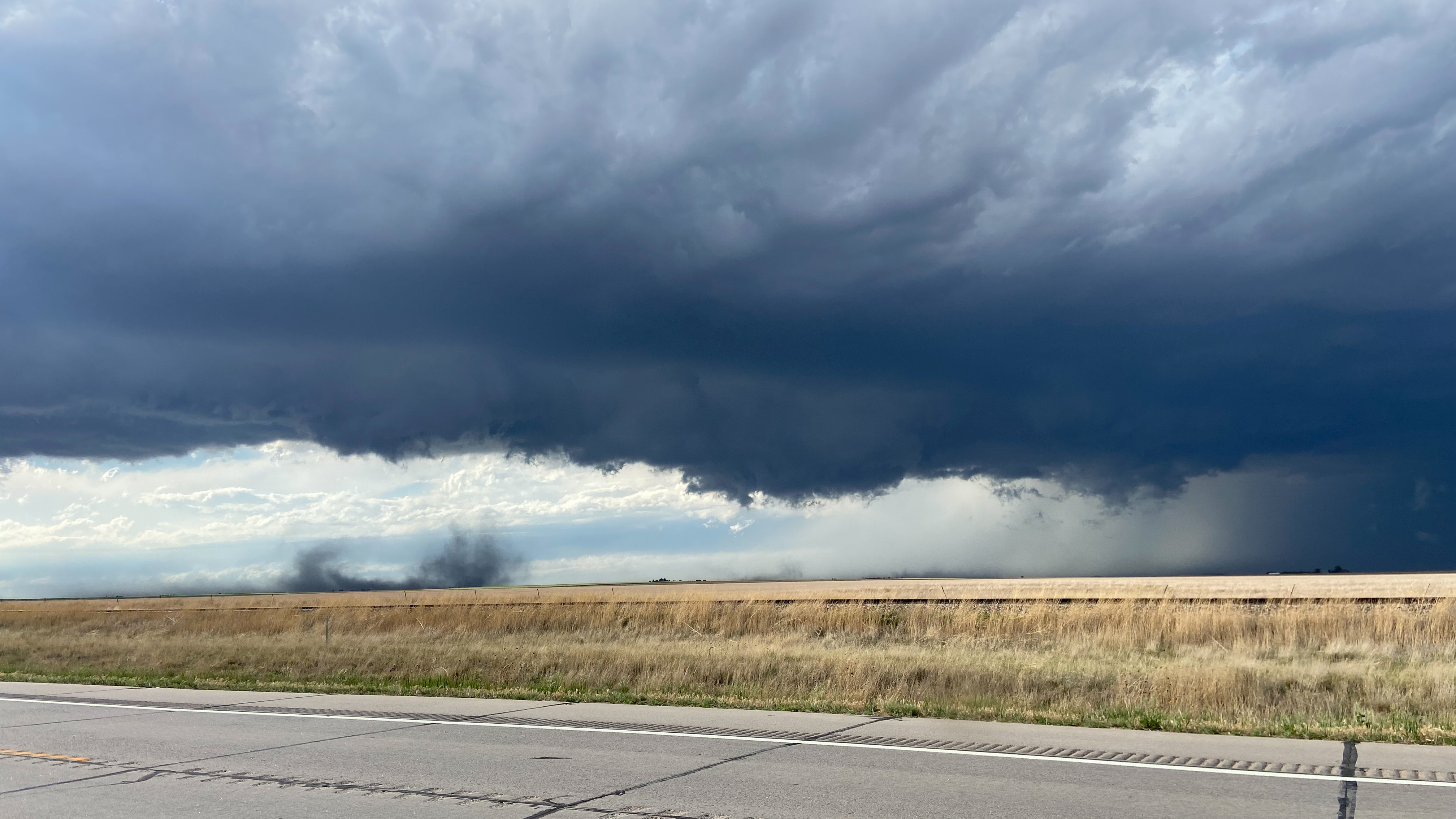
Gustnado (2022)

Dieser Entstehungsmechanismus setzt keine Mesozyklone voraus. Vielmehr zerfällt vorhandene bodennahe horizontale Windscherung, z. B. entlang einer Konvergenzlinie in einzelne Wirbel mit vertikaler Achse, die durch einen darüber befindlichen feuchtkonvektiven Aufwind einer Schauer- oder Gewitterwolke gestreckt und somit intensiviert werden. Dies geschieht in sonst eher windschwacher Umgebung bei gleichzeitig starker vertikaler Temperaturabnahme in den unteren Schichten. Im Gegensatz zu Mesozyklonen reicht hier die Rotation nicht weit über die Wolkenbasis hinaus. Die Bindung an Linien mit horizontaler Windscherung (Konvergenz), die oft gleichzeitig den Hebungsantrieb für die Feuchtekonvektion darstellt, erzeugt nicht selten entlang der Linie angeordnete Familien von Großtromben. Zu diesem eher schwächeren nicht-mesozyklonalen Tornadotyp zählen auch die meisten Wasserhosen, aber es können auf diese Weise auch Tornados über Land entstehen – im Englischen Landspout genannt. Dazu gehört der Gustnado, aber auch der Staubteufel. Der Drehsinn von nicht-mesozyklonalen Tornados zeigt eine weniger starke Präferenz für zyklonale Rotation.
Kaltlufttromben hingegen ereignen sich in Verbindung mit konvektiven Wolken, die sich innerhalb eines Kaltluftreservoirs in Umgebungen mit verhältnismäßig wenig Windscherung in der Höhe entwickeln. Sie erreichen nur sehr selten den Boden, aber manchmal kommt es zu einem Touchdown und sie werden zu schwachen, kurzlebigen Tornados.

## Phänomenologie

### Größe und Aussehen

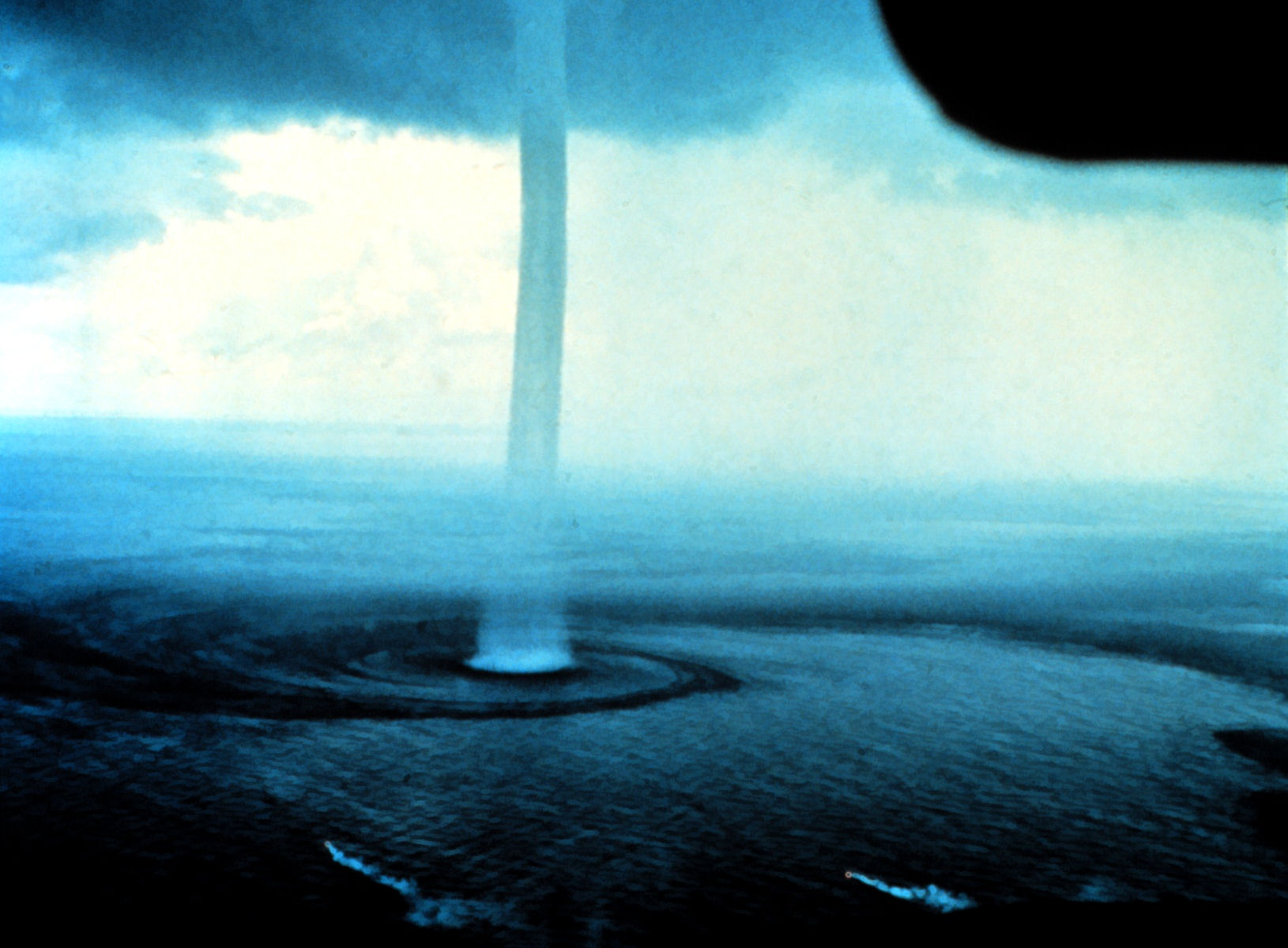
Tornado auf dem Meer (Wasserhose)

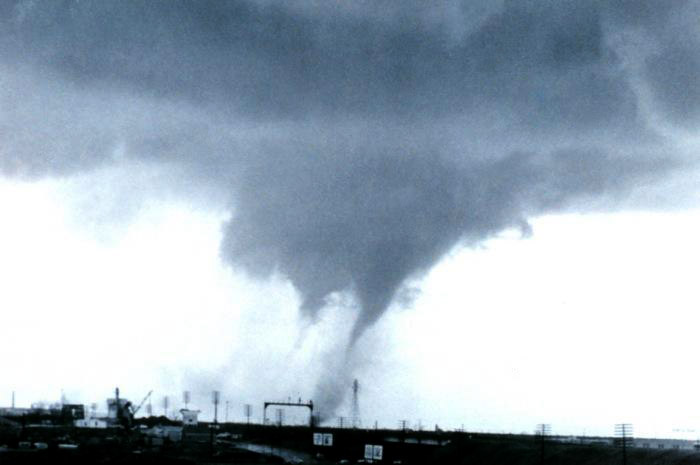
Multivortex-Tornado über Dallas, Texas, 1957

Im Anfangsstadium ist ein Tornado zunächst fast unsichtbar. Erst wenn im Inneren des Wirbels durch den Druckabfall und die damit einhergehende adiabatische Abkühlung Wasserdampf kondensiert oder Staub, Trümmer, Wasser und dergleichen aufgewirbelt werden, tritt der Tornado auch optisch in Erscheinung. Eine durchgehende Kondensation von der Wolke bis zum Boden ist nicht in jedem Fall zu beobachten. Eine solche von der Mutterwolke ausgehende Kondensation wird als Trichterwolke (englisch: funnel cloud) bezeichnet. Erreicht der Luftwirbel den Boden nicht, so spricht man von einer Blindtrombe. Für einen Tornado ist der Bodenkontakt des Luftwirbels entscheidend, nicht dessen durchgehende Sichtbarkeit. Sind zum Beispiel unter einer Trichterwolke Windwirkungen nachweisbar, also im Regelfall Schäden am Boden, so handelt es sich um einen Tornado. Die Gestalt des Luftwirbels ist sehr vielfältig und reicht von dünnen schlauchartigen Formen bis zu einem mehr oder weniger breiten, sich nach oben erweiternden Trichter (siehe nebenstehende Abbildungen und Weblinks). Dabei kann der Durchmesser einige Meter bis hin zu 500 m und sogar bis über 1 km betragen. Nicht selten treten – besonders bei großen Durchmessern – mehrere Wirbel auf, die um ein gemeinsames Zentrum kreisen, was als Multivortex-Tornado bezeichnet wird. Staub, Trümmer und kondensiertes Wasser können mitunter verhindern, dass ein Multivortex-Tornado als solcher erkannt wird, weil die Einzelwirbel nicht sichtbar sind.

### Klassifizierung

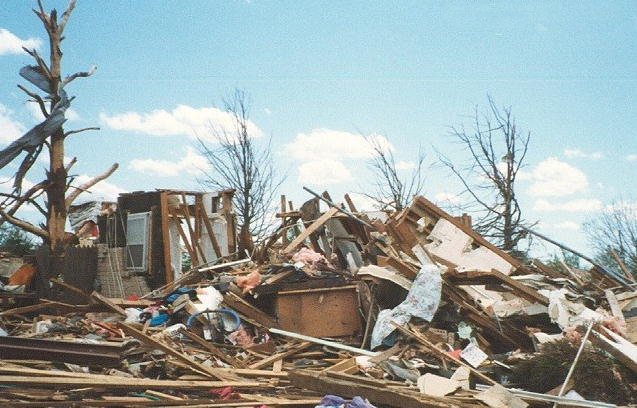
Zerstörungen eines F3-Tornados

Die Klassifizierung erfolgt nach der Fujita-Skala, die über die Windgeschwindigkeit definiert ist. In der Praxis wird diese Skala aber mangels direkter Messungen anhand der vom Tornado verursachten Schäden geschätzt. Diese reichen von leichten Sturmschäden bis zur völligen Zerstörung massiver Gebäude. Bislang wurden Tornadostärken F0 bis F5 in der Realität beobachtet; physikalische Abschätzungen ergeben aus energetischen Gründen die Intensität F6 als Obergrenze. In Europa ist daneben z. B. bei TorDACH die gegenüber der Fujita-Skala doppelt so feine TORRO-Skala in Gebrauch, in den USA wurde die Fujita-Skala zur sogenannten Enhanced Fujita Scale, kurz EF-Skala, weiterentwickelt, die über die Stufen EF0 bis EF5 verfügt und die Tornados anhand von 28 Schadensindikatoren klassifiziert.

### Auswirkungen und Schäden
Die Kraft eines Tornados kann vielfältige Schäden verursachen. Er kann Häuser und Autos zerstören und stellt eine Gefahr für Tiere und Menschen dar. Auch Steinhäuser sind nicht sicher. Indirekt entstehen viele Schäden durch umherfliegende Trümmer.
Hauptursache der Schäden ist der Staudruck des Windes und oberhalb von circa 300 km/h auch zunehmend indirekte Schäden durch umherfliegende Trümmer.
Die frühere Annahme, der starke Unterdruck innerhalb eines Tornados, der bis zu 100 hPa betragen kann, lasse Gebäude gleichsam explodieren, ist nicht mehr haltbar. Auf Grund ihrer hohen und auf engem Raum wechselnden Windgeschwindigkeiten stellen Tornados prinzipiell eine Gefahr für den Flugverkehr dar; Unfälle sind aber auf Grund der Kleinräumigkeit dieser Wettererscheinung selten. Zu einem spektakulären Fall kam es am 6. Oktober 1981, als der NLM-Cityhopper-Flug 431 in einen Tornado geriet und nach Abriss der rechten Tragfläche abstürzte. Alle 17 Personen an Bord starben.

## Klimatologie

### Dauer und Geschwindigkeiten
Die Dauer eines Tornados beträgt zwischen wenigen Sekunden und mehr als einer Stunde, durchschnittlich liegt sie unter zehn Minuten. Die Vorwärtsbewegung eines Tornados folgt der zugehörigen Mutterwolke und liegt im Schnitt bei 50 km/h, kann aber auch deutlich darunter (praktisch stationär, nicht selten bei Wasserhosen) oder darüber (bis über 100 km/h bei starker Höhenströmung) liegen. Dabei ist die Tornadospur im Wesentlichen linear mit kleineren Abweichungen, die durch die Orographie und das lokale Windfeld in der Umgebung der Gewitterzelle bedingt sind.
Die interne Rotationsgeschwindigkeit des Windes ist jedoch meist wesentlich höher als die der linearen Bewegung und für die schweren Verwüstungen verantwortlich, die ein Tornado hinterlassen kann. Die höchste je registrierte Windgeschwindigkeit innerhalb eines Tornados wurde während des Oklahoma Tornado Outbreak am 3. Mai 1999 bei Bridge Creek, Oklahoma (USA) mit einem Doppler-Radar bestimmt. Mit 496 ± 33 km/h lag sie im oberen Bereich der Klasse F5 der Fujita-Skala; die obere Fehlergrenze reicht sogar in den F6-Bereich. Dies ist damit die höchste je gemessene Windgeschwindigkeit auf der Erdoberfläche überhaupt. Oberhalb der Erdoberfläche erreichten nur Jetstreams höhere Windgeschwindigkeiten. In der offiziellen Statistik fällt dieser Tornado aber mit Rücksicht auf den wahrscheinlichsten Wert und die Unsicherheiten unter F5.
In den USA sind etwa 88 % der beobachteten Tornados schwach (F0, F1), 11 % stark (F2, F3) und unter 1 % verheerend (F4, F5). Diese Verteilungsfunktion ist weltweit sehr ähnlich und in dieser Form von mesozyklonalen Tornados dominiert, die das volle Intensitätsspektrum ausfüllen. Die Intensität von nicht-mesozyklonalen Tornados geht dagegen kaum über F2 hinaus.

### Jahres- und tageszeitliches Auftreten
Tornados entstehen über Land am häufigsten im Frühsommer, wobei das Maximum mit zunehmenden Breitengraden später auftritt. Über Wasser wird das Maximum im Spätsommer erreicht, weil dann die Wassertemperatur und folglich die Labilität am höchsten ist. Ähnliches gilt für den Tagesgang. Tornados über Land treten am wahrscheinlichsten in den frühen Abendstunden auf, während bei Wasserhosen das Maximum in den Morgenstunden liegt. Ferner zeigt sich bei Wasserhosen ein klimatologischer Unterschied im Jahresgang, je nachdem, ob diese an Land ziehen oder über dem Wasser verbleiben. Die jahreszeitliche Verteilung für den ersten Fall gleicht der für Tornados über Land, während reine Wasserhosen das besagte Spätsommermaximum zeigen.

### Verbreitung und Häufigkeit
Tornados werden weltweit überall da beobachtet, wo es Gewitter gibt. Schwerpunkte sind Regionen mit fruchtbaren Ebenen in den Subtropen bis in die gemäßigten Breiten. An erster Stelle steht der Häufigkeit nach der Mittlere Westen der USA, wo die klimatischen Bedingungen für die Bildung von schweren Gewittern und Superzellen aufgrund der weiten Ebenen (Great Plains) östlich eines Hochgebirges (Rocky Mountains) und nördlich eines tropischen Meeres (Golf von Mexiko) sehr günstig sind. Für Wetterlagen mit hohem Unwetterpotential bedingt das Gebirge relativ trockene und kühle Luftmassen im mittleren bis oberen Bereich der Troposphäre bei südwestlichen bis westlichen Winden, während in den tieferen Schichten feuchtwarme Luftmassen aus der Golfregion ungehindert nach Norden transportiert werden können. Dadurch kommt eine labile Schichtung der Atmosphäre bei einem großen Angebot latenter Wärme mit einer Richtungsscherung des Windes zusammen.

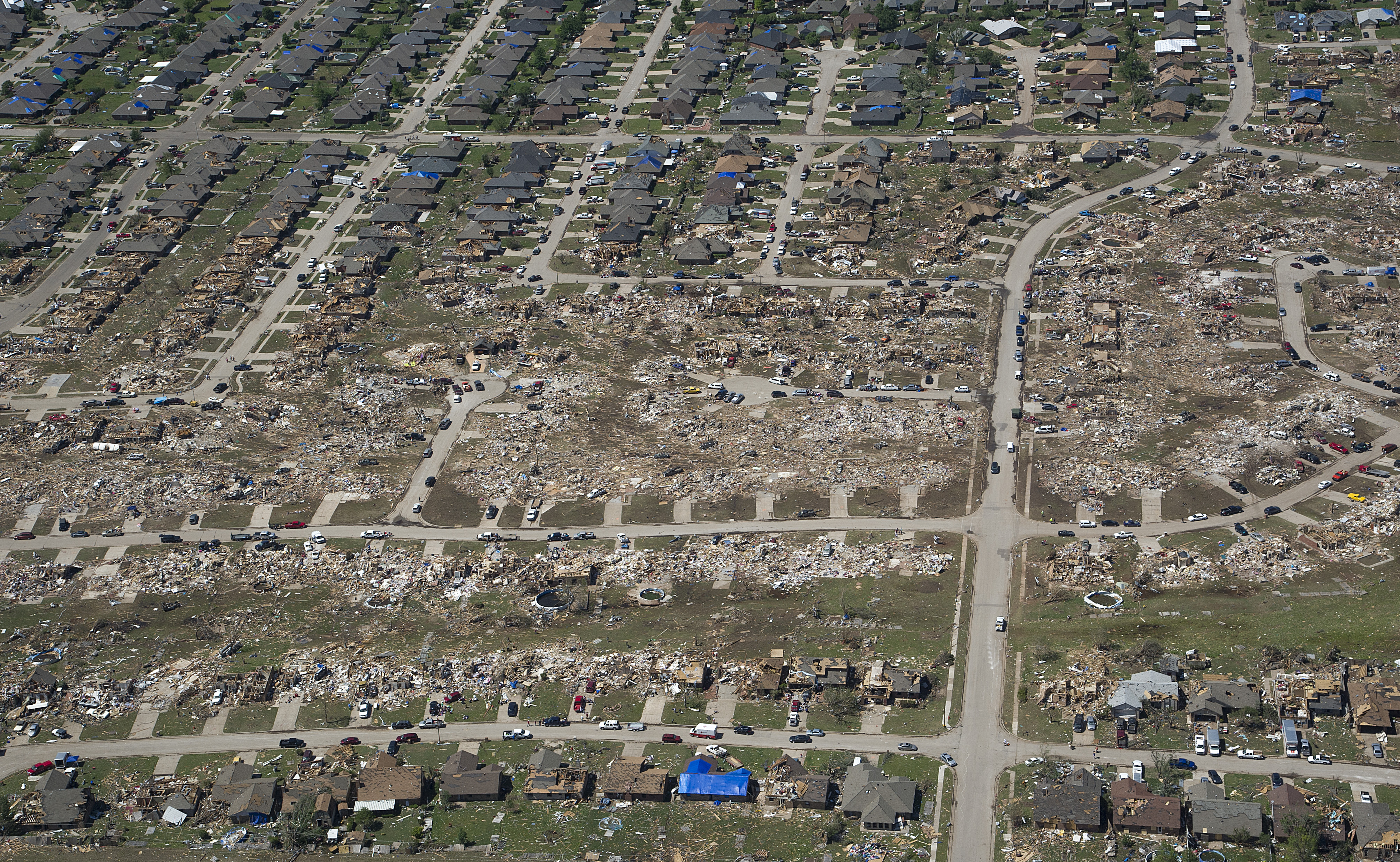
Von einem Tornado in Oklahoma hinterlassene Zerstörungsschneise, 2013

Weitere wichtige Regionen sind Mittel-, Süd- und Osteuropa, Argentinien, Südafrika, Bengalen, Japan und Australien. Zahlreiche, wenn auch im Mittel schwächere, meist nicht-mesozyklonale Tornados treten im Bereich der Front Range (Ostrand der Rocky Mountains), in Florida und über den Britischen Inseln auf.
Jährlich werden in den USA etwa 1200 Tornados registriert, die meisten entstehen in Texas, Oklahoma, Kansas und Nebraska entlang der Tornado Alley mit etwa 500 bis 600 Fällen pro Jahr. Dies ist durch die oben genannten besonderen klimatischen Bedingungen gegeben, die die Voraussetzungen für die Entstehung speziell von mesozyklonalen Tornados weit häufiger als in anderen Regionen bieten. Darüber hinaus gibt es in den USA mehrere regionale Häufungen, z. B. in Neuengland und in Zentral-Florida.
In Europa liegt die jährliche Zahl der Tornadobeobachtungen bei 330, davon 160 über Wasser, unter Einbeziehung der Dunkelziffer schätzungsweise bei 590 Tornados, davon geschätzt 290 Wasserhosen (2020: 800 gemeldete Ereignisse). Wie in den USA sind auch die meisten europäischen Tornados schwach. Verheerende Tornados sind zwar selten, doch sind bisher acht F4- und zwei F5-Ereignisse aus Deutschland dokumentiert. Letztere wurden bereits von Alfred Wegener 1917 in einer Arbeit zur Tornadoklimatologie Europas beschrieben. Weitere verheerende Fälle sind aus Nordfrankreich, den Benelux-Staaten, Österreich, Oberitalien sowie aus der Schweiz (hier ein F4- und ein F5-Ereignis dokumentiert) bekannt.

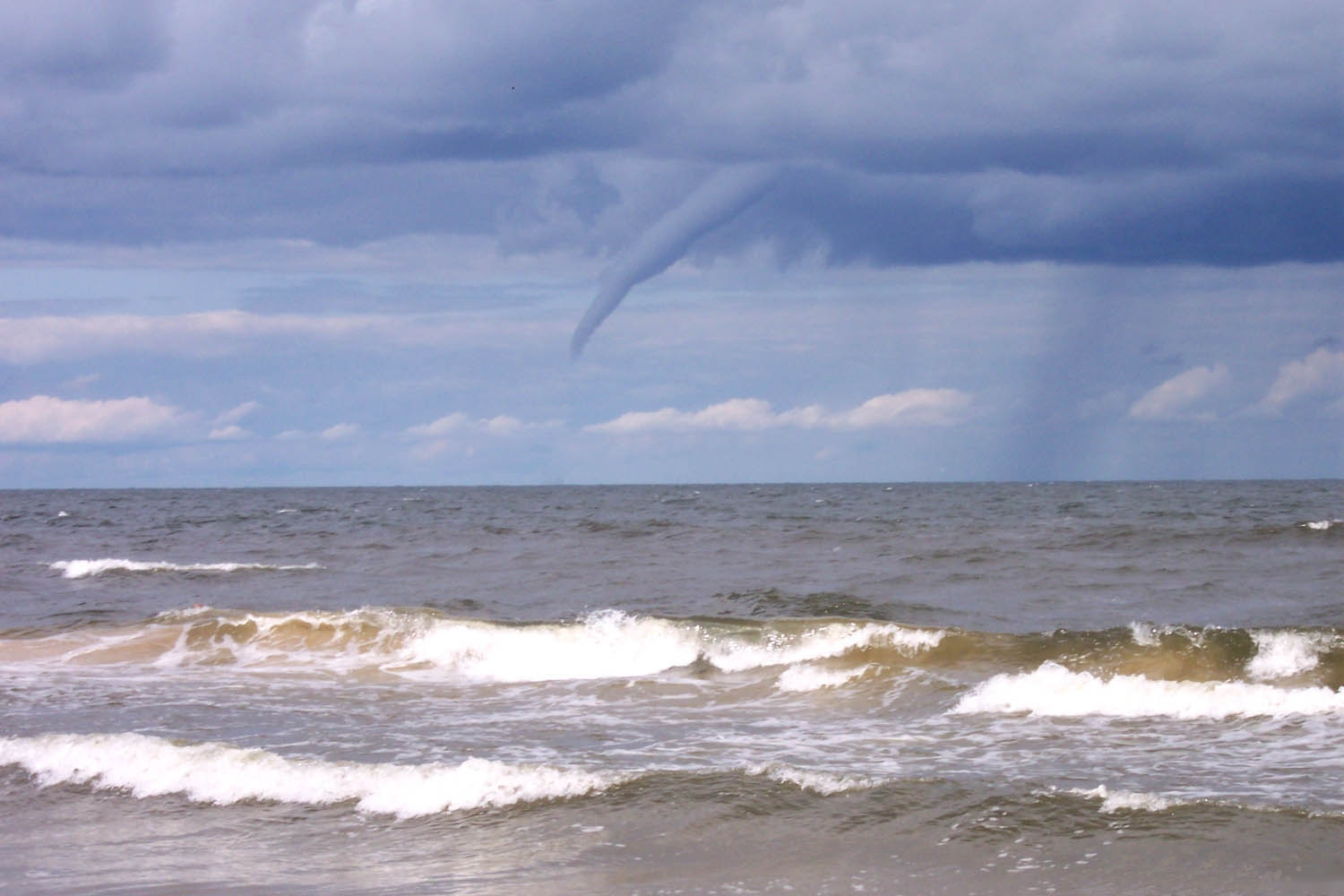
Wasserhose vor Usedom

In Deutschland liegt die Zahl der jährlich beobachteten Tornados bei durchschnittlich 30 bis 60 mit einer noch recht hohen Dunkelziffer vor allem schwächerer Ereignisse. Genaue Zahlen sind nur auf der Tornadoliste.de verfügbar. Nach den derzeit vorliegenden Zahlen muss jährlich mit etwa fünf oder mehr F2, mit einem F3 alle zwei bis drei Jahre und alle 20 bis 30 Jahre mit einem F4 gerechnet werden. Ein F5 ist nach derzeitigen Erkenntnissen ein Jahrhundertereignis oder noch seltener.
Eine Übersicht zur räumlichen und zeitlichen Verteilung von Tornados in Deutschland und deren Intensität findet sich in den Weblinks. Generell ist festzustellen, dass das Tornadorisiko im Westen der Norddeutschen Tiefebene am höchsten ist.
In Österreich wurden im Schnitt der vergangenen 30 Jahre jährlich etwa drei Tornados beobachtet. Allerdings ist seit 2002 durch die vermehrte Spotter- und Statistiktätigkeit v. a. ehrenamtlicher Helfer eine mittlere Anzahl von etwa fünf Tornados/Jahr zu beobachten. Unter Einbezug einer möglicherweise recht hohen Dunkelziffer sowie der nach wie vor sehr unterrepräsentierten F0-Fälle könnte die tatsächliche, gemittelte, jährliche Anzahl bei bis zu zehn Tornados liegen.
Dabei treten jedes Jahr mehrere F0- und F1-Fälle auf. Im Schnitt kann zudem mit einem F2 jährlich, bzw. einmal in zwei Jahren, alle fünf bis zehn Jahre auch mit einem F3 gerechnet werden. Bisher ist auch ein F4-Tornado in Österreich dokumentiert.
Die höchste Tornadodichte ist dabei in der Südoststeiermark zu beobachten (um drei Tornados/10.000 km²/Jahr), gefolgt von dem Gebiet um den Hausruck in Oberösterreich, dem Wiener Becken, der Region um Linz, dem westlichen Weinviertel, dem Klagenfurter Becken, Bodensee-Region sowie dem Inntal im Bereich von Innsbruck.

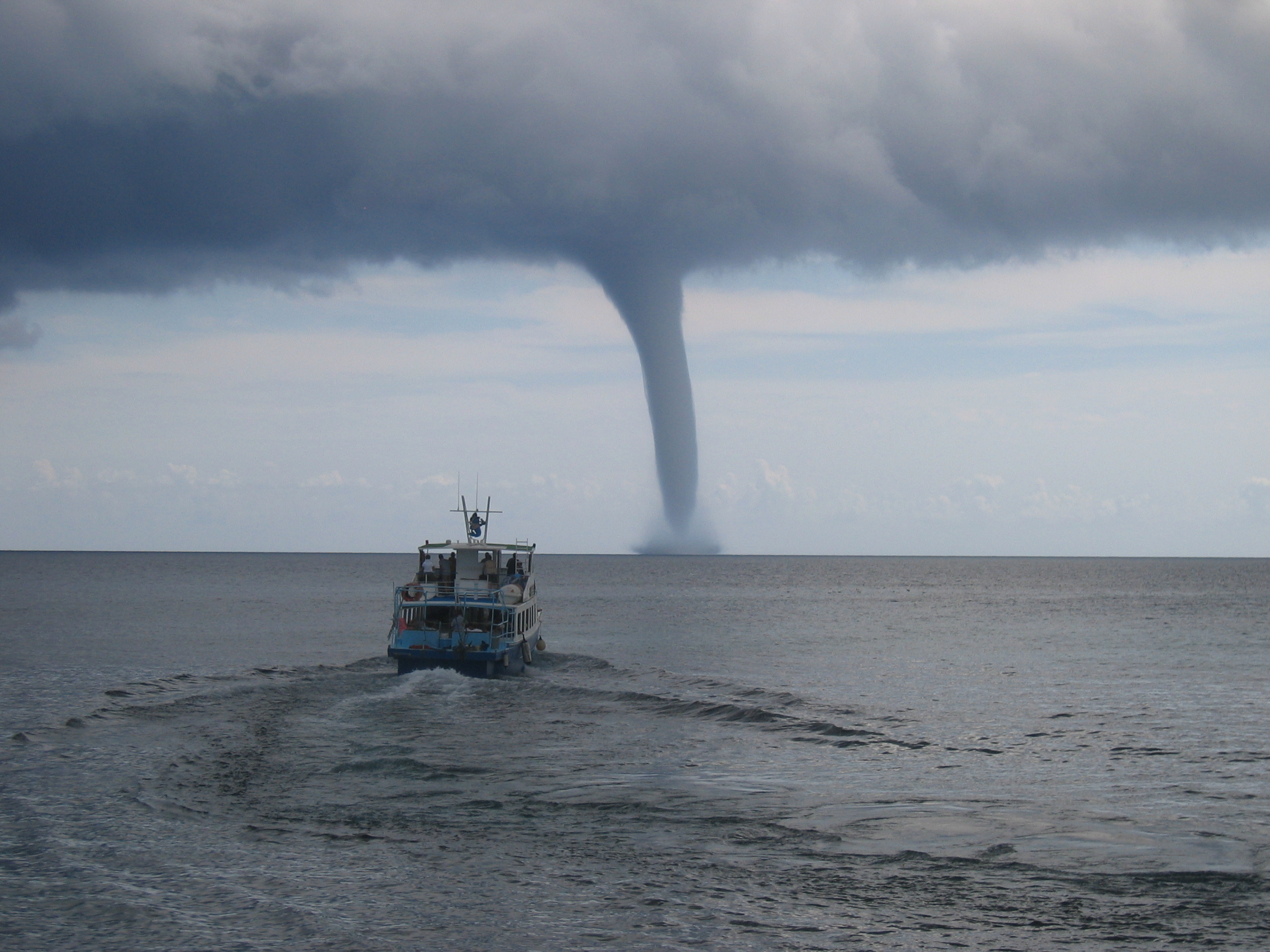
Tornado bei Cala Ratjada (Mallorca)

Generell ist das Auftreten von Tornados starken Schwankungen unterworfen, was sich in Häufungen (Ausbruch genannt, englisch: Outbreak) innerhalb recht kurzer Zeitspannen – oft an einem einzigen Tag – äußert, gefolgt von recht langen Abschnitten relativer Ruhe. Die Ausbrüche sind durch den engen Zusammenhang mit bestimmten Wetterlagen begründet, wo mehrere Faktoren für die Tornadoentstehung zusammenkommen (siehe oben unter Entstehung). Größere Ereignisse dieser Art mit verheerenden Tornados sind vor allem aus den USA bekannt (siehe folgenden Abschnitt). Für West- und Mitteleuropa sind hier die Jahre 1925, 1927 und 1967 zu nennen mit dem Schwerpunkt Nordfrankreich/Benelux/Nordwestdeutschland. Diese Region kann auch als europäische tornado alley angesehen werden. Der zahlenmäßig bedeutendste Ausbruch in Europa mit insgesamt 105, aber meist schwächeren Tornados (max. F2) traf am 23. November 1981 die Britischen Inseln.
Derzeit erlaubt die Datenbasis für Mitteleuropa keine Aussage, ob Tornados auf Grund der globalen Klimaerwärmung häufiger auftreten, da der Anstieg der beobachteten Fälle vor allem auf eine bessere Erfassung in den letzten Jahren zurückzuführen ist. In den USA existiert dank systematischer Tornadoforschung seit den 1950er Jahren und bedingt durch die hohen Fallzahlen eine belastbare Statistik. Diese zeigt aber weder eine Tendenz zu vermehrtem Auftreten noch zu größerer Heftigkeit von Tornados, wie im IPCC-Bericht von 2001 dargelegt.

## Tornadoforschung

### Geschichtlicher Kontext

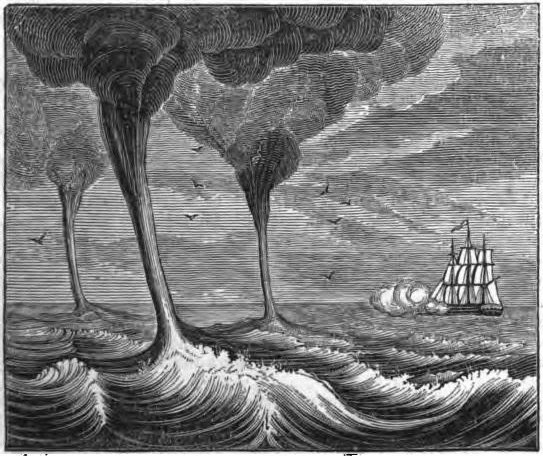
Illustration von Wasserhosen im Buch The Philosophy of Storms von James Pollard Espy, 1841.

Bereits im 19. Jahrhundert befassten sich amerikanische Meteorologen wie James Pollard Espy mit der Erforschung von Wasserhosen und Stürmen.
In den 1930er und 1940er Jahren machte die Radartechnik große Fortschritte. Man entdeckte, dass z. B. Niederschläge sich auf Radarmessungen auswirkten. Das Wetterradar entstand.
Obwohl Tornados in den USA eine lange bekannte Naturerscheinung sind, ist die Tornadoforschung dort noch recht jung. Die erste erfolgreiche Tornadovorhersage konnte 1948 auf der Tinker Air Force Base gemacht werden. Erst seit den 1950er Jahren widmet man sich in den USA systematisch der Erfassung und Vorhersage.
Interessanterweise ist die Tornadoforschung in Europa älter als in den USA. Pionierarbeit leistete hier Alfred Wegener schon in der ersten Hälfte des 20. Jahrhunderts. In den 1930er Jahren unternahm der heute fast vergessene Meteorologe Johannes Peter Letzmann in Deutschland eine systematische Tornadoforschung, die durch die Ereignisse des Zweiten Weltkrieges stark eingeschränkt und danach nicht weitergeführt wurde. Im Gegenteil sank das Interesse an Tornados in der Folgezeit praktisch zur Bedeutungslosigkeit herab und beschränkte sich auf einige wenige spektakuläre Fälle wie zum Beispiel den Tornado über Pforzheim 1968. Erst mit der Gründung des Netzwerkes TorDACH 1997 nahm die Tornadoforschung im deutschsprachigen Raum einen neuen Aufschwung. 2003 wurde in Deutschland, Österreich und der Schweiz Skywarn jeweils als Verband ehrenamtlicher Spotter zur Verbesserung der kurzfristigen Unwetterwarnungen im deutschsprachigen Raum gegründet. Auf europäischer Ebene gibt es ein Pilotprojekt zum Aufbau eines European Severe Storms Laboratory, ESSL (siehe Weblink).
Zwei technische Fortschritte brachten die Tornadoforschung stark voran:
- Das Doppler-Wetterradar ermöglichte es, zusätzlich zur räumlichen Verteilung der Niederschlagsintensität auch die Radialgeschwindigkeit des Niederschlags zu bestimmen, indem man den Doppler-Effekt maß. Kleinräumige Änderungen in der Radialgeschwindigkeit können Anzeichen von starker Luftzirkulationen sein (→ Windhose, Tornado)
- Das Polarimetrische Wetterradar ist ein Doppler-Wetterradar, das Impulse mit verschiedenen Polarisationen senden und empfangen kann. Indem man mehrere Polarisationen elektromagnetischer Wellen sendet, kann man Informationen über die Form und die Art des Niederschlags gewinnen.

Viele Kriegsparteien verwendeten Wetterflugzeuge, um Erkenntnisse über Wetterphänomene in großen Höhen zu erlangen. 1931 wurde die erste Druckkabine eingesetzt.

### Allgemeines

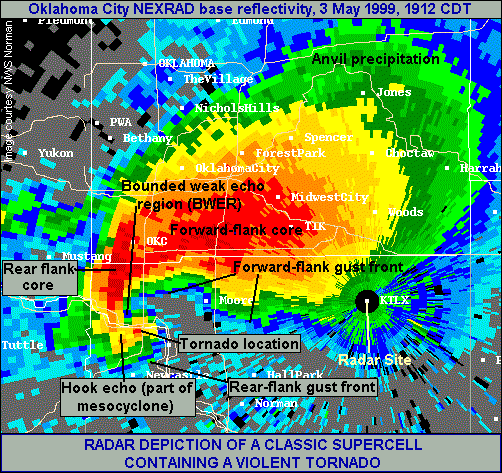
Radarecho einer tornadischen Superzelle mit charakteristischem Hakenecho (links unten), hier der stärkste Tornado (F5) aus dem Oklahoma Tornado Outbreak von 1999

Die Forschung umfasst Aspekte der Psychologie, der Meteorologie und der Katastrophenforschung.
Das Ziel in der Meteorologie ist die Verbesserung der Vorwarnzeit. Die Zeit zwischen Warnung und dem Eintreten des Ereignisses wird als Lead Time bezeichnet. Aktuell beträgt sie im Durchschnitt 13 Minuten. Eine exakte / genaue Vorhersage eines Tornados, seiner Stärke und seines Weges ist mit den aktuellen Mitteln nicht möglich. Dazu bräuchten die Forscher bessere Kenntnisse über die Faktoren Windgeschwindigkeit, Temperatur und Luftdruck.
Wegen des kurzfristigen Auftretens von Tornados konzentriert sich die Wissenschaft auf die frühzeitige Erkennung, wobei das Doppler-Radar ein wesentliches Instrument darstellt. Hiermit lässt sich bereits im Frühstadium verdächtige Rotation in Gewitterwolken nachweisen. Ein deutlicher Hinweis sind Hakenechos auf dem Radarbild.
Die heutige Tornadoforschung konzentriert sich neben der Klimatologie und der Erstellung von Fallstudien auf die Mechanismen der Tornadogenese (siehe oben). Hierzu werden aufwändige numerische Simulationsrechnungen durchgeführt, um ein besseres Verständnis der Entstehung von Tornados zu gewinnen.
Die Methode ist, mittels Vergleich von Tornadoerscheinungen Gemeinsamkeiten und Unterschiede herauszuarbeiten, um die Entstehung und damit die Voraussetzungen von Tornados besser abbilden zu können. Auf diese Weise lassen sich begünstigende Faktoren identifizieren.
Hinzu kommt ein dichtes Netzwerk ehrenamtlicher Beobachter, so genannte Spotter, die aktuelle Warnmeldungen über gesichtete Tornados und auch andere Wettergefahren, wie zum Beispiel Gewitterfallböen, Hagel und Sturzfluten, in das Kurzfrist-Warnsystem einbringen. Die Spotter sind in dem Netzwerk Skywarn organisiert. Daneben besteht eine wachsende Zahl von storm chasers (privaten Sturmjägern), die primär aus Faszination an den Naturgewalten Gewitter und Tornados verfolgen, dabei aber auch wertvolle Informationen für die Unwetter- und Tornadoforschung liefern. Für eine gute Forschung sind sie als Augenzeugen unabdingbar, da selbst die besten Radargeräte anfällig für Fehler sind und eine verifizierte Rückmeldung nur durch Beobachter vor Ort erfolgen kann. Hauptquartier der Unwetterforschung in den USA ist das 1964 gegründete National Severe Storms Laboratory (NSSL) mit Sitz in Norman, Oklahoma. Dank des Warnsystems konnte in den USA die Zahl an Tornadoopfern erheblich reduziert werden.
Ein bedeutender Forscher ist Howard Bluestein. Er entwickelte das Doppler-Radar weiter, sodass eine mobile, auf einem Truck installierbare Einheit in der Lage ist, alle 2 Sekunden einen Scan des Himmels durchzuführen. Seine These ist, dass die Regentropfen einen Einfluss auf die Entstehung und Größe eines Tornados haben. Darüber hinaus ergaben seine Forschungen, dass es unterhalb der Wolkengrenze eine regenfreie Zone innerhalb der Aufluft gibt. Daraus könnte sich eine weitere Möglichkeit für eine bessere Vorhersage von Tornados ergeben.
Auch der Deutsche Wetterdienst plant den Aufbau eines Tornado-Frühwarnzentrums, vor allem wegen der zu Beginn des 21. Jahrhunderts gehäuften Tornadomeldungen, die vor allem auf eine erhöhte Sensibilisierung in der Bevölkerung zurückzuführen sind.
Die Psychologie beschäftigt sich mit dem Phänomen der Warnung vor Tornados. Eine Fragestellung ist, wie Vorhersagen gestaltet sein müssen, um die Menschen für das für sie gefährliche Ereignis zu sensibilisieren.
In der Katastrophenforschung geht es darum, anhand der verursachten Schäden herauszufinden, wie die Bausubstanz kostengünstig verbessert werden kann, um die Schäden der Naturerscheinung zu verringern.

### Schutz der Bevölkerung
Die Bevölkerung wird auf vielfältige Weise geschützt. In den USA gibt es ein Netz aus 159 bodennahen Radarsystemen. Wird ein Tornado erkannt, erfolgt eine Meldung im nationalen TV und in den lokalen Radiostationen. Außerdem werden warnende Sirenen ausgelöst. Durch die Nachrichten erfolgt die Aufforderung, Keller oder Schutzräume aufzusuchen. Mittlerweile wurden diese weiterentwickelt und können bautechnisch verstärkt werden.

## Medien
- Twister
- Tornado – Der Zorn des Himmels
- Category 6 – Der Tag des Tornado
- Category 7 – Das Ende der Welt
- Tornado – Niemand wird ihm entkommen